# 총기 난사
총기 난사(mass shooting)는 한 명 이상의 공격자가 화기를 사용하여 동시에 여러 사람을 죽이거나 부상을 입히는 폭력 범죄이다. "총기 난사"에 대해 널리 받아들여지는 정의는 없으며 이러한 사건을 추적하는 여러 조직에서는 서로 다른 정의를 사용한다. 총기 난사의 정의에는 전쟁이 제외되며 때로는 갱 폭력, 무장 강도, 가족 살해, 테러리즘 등의 사례도 제외된다. 현재 진행 중인 총기 난사의 가해자는 활동적인 총격범이라고 할 수 있다.
총기 난사가 가장 많이 발생하는 미국에서는 2012년 폭력 범죄 수사 지원법에서 대량 살인을 단일 사건에서 3명 이상의 살인으로 정의한다. 2013년 미국 의회조사국 보고서는 강도나 테러 등 목적을 위한 수단으로 자행된 폭력을 제외하고 무차별 피해자에 대한 4명 이상의 살해를 명시하고 있다. CNN과 같은 언론 매체와 총기 폭력 기록 보관소와 같은 일부 범죄 폭력 연구 그룹은 총기 난사를 "범인을 제외하고 동일한 시간과 장소에서 단일 사건으로 4명 이상의 총격(부상 또는 사망)이 발생하는 것"으로 정의한다. 마더 존스(Mother Jones) 잡지는 총기 난사를 가해자를 제외한 3명 이상의 사람을 죽이는 무차별적인 난동, 갱 폭력, 무장 강도 등으로 정의한다. 2006년 호주 연구에서는 5명이 사망했다고 명시하고 있다.
총기 난사로 인한 사망자 수는 일반적으로 합의된 정의가 없기 때문에 파악하기 어렵다. 미국에서는 FBI의 정의를 기준으로 2021년 총기 난사로 인한 사망자가 103명(가해자 제외), 총기 폭력 기록 보관소의 정의를 기준으로 706명이 사망했다. FBI의 정의는 "한 명 이상의 개인이 인구 밀집 지역에서 사람을 죽이거나 죽이려고 시도하는 행위에 적극적으로 가담한 사건"으로 정의된 "총격 사건"을 의미하는 반면, 총기 폭력 기록 보관소의 정의는 총에 맞은 (그러나 사망 여부에는 관계 없는) 최소 4명(가해자 제외)이 발생한 사건으로 간주된다.
(공공 장소에서 발생하는) 총기 난사의 동기는 일반적으로 학교, 직업, 로맨스 또는 일반적인 삶의 실패에 대한 복수를 추구하거나 최소 16세 이상의 명성이나 관심을 추구하는 매우 불만이 있는 개인이 저지르는 것이다. 콜럼바인 대학살 이후 명성이나 악명을 동기로 삼아 총격을 가한 사람들. 명성을 추구하는 사람들의 평균 시체 수는 두 배 이상이며, 많은 사람들이 "과거 기록"을 뛰어넘고 싶다는 열망을 표현했다.

## 같이 보기
- 카피캣 범죄
- 대량 살인